# Scopula nemoraria
Scopula nemoraria là một loài bướm đêm trong họ Geometridae, nó được tìm thấy từ trung đến đông Châu Âu. Phía đông nước Nga và Trung Quốc.
Sải cánh là 26–29 milimét (1,0–1,1 in).
Ấu trùng ăn  Hypericum perforatum  và  Lysimachia Vulgaris .